# Я – четвертий (роман)
Я — четвертий (англ. I Am Number Four) — науково-фантастичний роман Спадщини Лоріен Джеймса Фрая і Джобі Х'юза, які пишуть під псевдонімом Піттакус Лор видавництва HarperCollins Publishers. Роман «Я – Четвертий» сім тижнів протримався під першим номером  на The New York Times bestseller list у розділі «Найкращі дитячо-юнацькі бестселери».
У червні 2009 DreamWorks Pictures придбала права на екранізацію книги, прем'єра відбулася 18 лютого 2011. Проект став першою спільною роботою DreamWorks з Disney's Touchstone Pictures.
Спочатку планувалося, що фільм стане першою екранізацією в циклі Спадщини Лорієн.

## Сюжет
Книга оповідає про історію Джона Сміта, 15-річного підлітка з планети Лорієн, і Генрі, його Чепана (наставника і охоронця), які змушені ховатися на Землі від інопланетної раси могадорців, які полюють за Джоном та іншими вісьмома лорієнськими Гвардійцями, розкиданими по всій Землі. Джон і вісім прибульців, що залишилися – члени Гвардії, група підлітків, яких планета Лорієн наділила індивідуальними надприродними здібностями, або «Спадщиною». Чепани, також мешканці Лорієн, не мають Спадщини, під час захоплення Лорієну їх послали на Землю разом з Гвардійцями на космічному кораблі, щоб вони захищали і навчали Гвардійців. Ті в свою чергу захищені сильним закляттям, яке дозволяє могадорцям вбивати їх тільки за порядком їх номерів. Перших трьох вже вбили, Джон – четвертий. 
Після невдачі у Флориді Джон і Генрі переселяються в Парадайз, штат Огайо. Тут Джон закохується в земну дівчину Сару Харт, заводить ворога в особі Марка Джеймса, колишнього хлопця Сари (пізніше, вони знайдуть спільну мову), обзаводиться першим кращим другом в особі Сема Гуда, любителя теорій змов і прибульців, і знаходить бездомного пса, якого вирішує залишити у себе і називає Берні Корсаром.
Пізніше Сем дізнається про таємницю Джона, але не видає товариша і стає на його бік. Джон розвиває свої здібності і в міру своїх сил відкриває в собі нові Спадщини: у нього з'являється телекінез, неймовірна сила і витривалість, він виявляється стійкий до вогню і спеки. Одного разу на вечірці в будинку у Марка розгорається страшна пожежа і Джону доводиться рятувати Сару і двох собак з палаючого будинку, ризикуючи видати свою таємницю. Люди все ж помічають дивну поведінку Джона, і це відразу виводить могадорців на його слід. Ближче до кінця книги могадорці знаходять Джона, і на порожній шкільній території в Парадайзі відбувається фінальна битва. На стороні Джона б'ються Генрі, Сара, Сем, Марк і Берні Косар, який виявляється лориенською химерою, здатною приймати вигляд будь-якої тварини. Несподівано на допомогу Джону приходить сильна лорієнська дівчина, Шоста. Вона володіє могутньою силою і двома потужними Спадщинами – здатністю бути невидимою і підпорядковувати собі елементи стихії (вогонь, повітря і т. д). Могадорці програють сутичку, але Генрі вмирає, сказавши наостанок Джону, що найважливіше заховано у його Скриньці.
Наступного дня всі, хто брав участь у битві, їдуть в сусіднє місто. Джон тепер знову змушений ховатися від могадорців, яких на Землі залишилося ще дуже багато. 
В кінці книги Джон з Шостою вирішують відшукати інших членів Гвардії і відправляються в подорож разом з Берні Косаром і Семом, який просить їх взяти його з собою, щоб він зміг знайти свого безвісти зниклого батька. Наостанок Джон говорить Сарі, що дуже любить її і повернеться за нею. Джон, Шоста, Сем і Берні Косар відправляються на пошуки решти Номерів, щоб разом знищити всіх могадорців і відновити життя на своїй рідній планеті Лорієн.

## Критика і кіноадаптація
Основна стаття: Я номер чотири

Книга увійшла до числа бестселерів за версією Нью-Йорк Таймс.
Компанія DreamWorks Pictures придбала права на екранізацію роману «Я – Четвертий» у червні 2009 року; реліз фільму в США пройшов 18 лютого 2011 року. Картина отримала в основному негативні відгуки критиків. Тим не менш, шанувальники її підтримали. Бюджет фільму склав $50 млн,  збори у світовому прокаті – $145,982,797. Збори перших тижнів прокату склали $28,086,805.

## Список персонажів роману та циклу в цілому
- Джон Сміт / Четвертий – оповідач першої книги, а також половини другої, третьої, четвертої, п'ятої та шостої. Номер Чотири лоріенскої Гвардії.
- Шоста – оповідач половини третьої книги і п'ятою. Номер Шість лоріенської Гвардії. У другій книзі поєднується з Джоном і скрізь супроводжує його в дорозі. Стає його другим романтичним інтересом.
- Сара Харт – людина, дівчина Джона з Парадайза, його перша любов. Викрадена Сетракусом Ра в другій книзі, визволена з полону в третій.
- Генрі / Брендон – опікун Джона. Він гине в першій книзі під час битви в школі Парадайз.
- Сем Гуд – людина, кращий друг Джона і інший романтичний інтерес Шостої. В кінці книги "Помста Сьомої" отримує телекінез.
- Берні Косар – інакше, Хедлі. Химера з Лоріена, здатна набувати форму будь-якої тварини. Посланий на Землю, щоб захищати Джона. Зазвичай має вигляд собаки породи бігль.
- Марина / Сьома – оповідач половини другої книги, а також частини п'ятої книги. Номер Сім лоріенської Гвардії. В кінці другої книги зустрічає Шосту. Її любовний інтерес - Восьмий.
- Аделіна – Чепан Маріні. Вона гине при битві в монастирі, захищаючи Марину від могадорця.
- Елла / Десята – краща подруга Марини. Номер Десять лоріенської Гвардії, здатна змінювати свій вік.
- Крейтон – неофіційний Чепан Еллі (десята була дуже маленькою, щоб мати офіційного Чепана). Гине у третій книзі.
- Гектор Рікардо – єдиний друг-чоловік Марини. Гине в кінці другої книги при битві біля озера.
- Дев'ятий – номер Дев'ять лоріенської Гвардії. Спочатку викрадений могадорцями і звільнений з полону Джоном Смітом в кінці другої книги.
- Сетракус Ра – головний лиходій картини (ватажок могадорців).У другій частині постав в образі Сари Харт, а потім Шостий.
- Восьмий – гвардієць, який живе в Індії. З'явився в третій частині, згідно з пророцтвом повинен був загинути, але Марина врятувала його від Сетракуса Ра. Був убитий П'ятим в кінці четвертої книги. Номер Вісім лоріенскої Гвардії.
- Адамус — син могадорського воєначальника. Володіє спадщиною Першої, яка віддала її добровільно. Перейшов на бік Гвардії. Оповідач і головний герой у «Пропущені матеріали: Спадщина Полеглих», а так само в «Пропущені матеріали: У пошуках Сема» і «Пропущені матеріали: Забуті».
- П'ятий - гвардієць, вихований могадорцями і відданий Сетракусу Ра. Вперше з'являється в четвертій книзі.

## Критика і кіноадаптація
Основна стаття: Я номер чотири

Книга увійшла до числа бестселерів за версією Нью-Йорк Таймс.
Компанія DreamWorks Pictures придбала права на екранізацію роману «Я – Четвертий» у червні 2009 року; реліз фільму в США пройшов 18 лютого 2011 року. Картина отримала в основному негативні відгуки критиків. Тим не менш, шанувальники її підтримали. Бюджет фільму склав $50 млн,  збори у світовому прокаті – $145,982,797. Збори перших тижнів прокату склали $28,086,805.